# 就寝時間の先延ばし

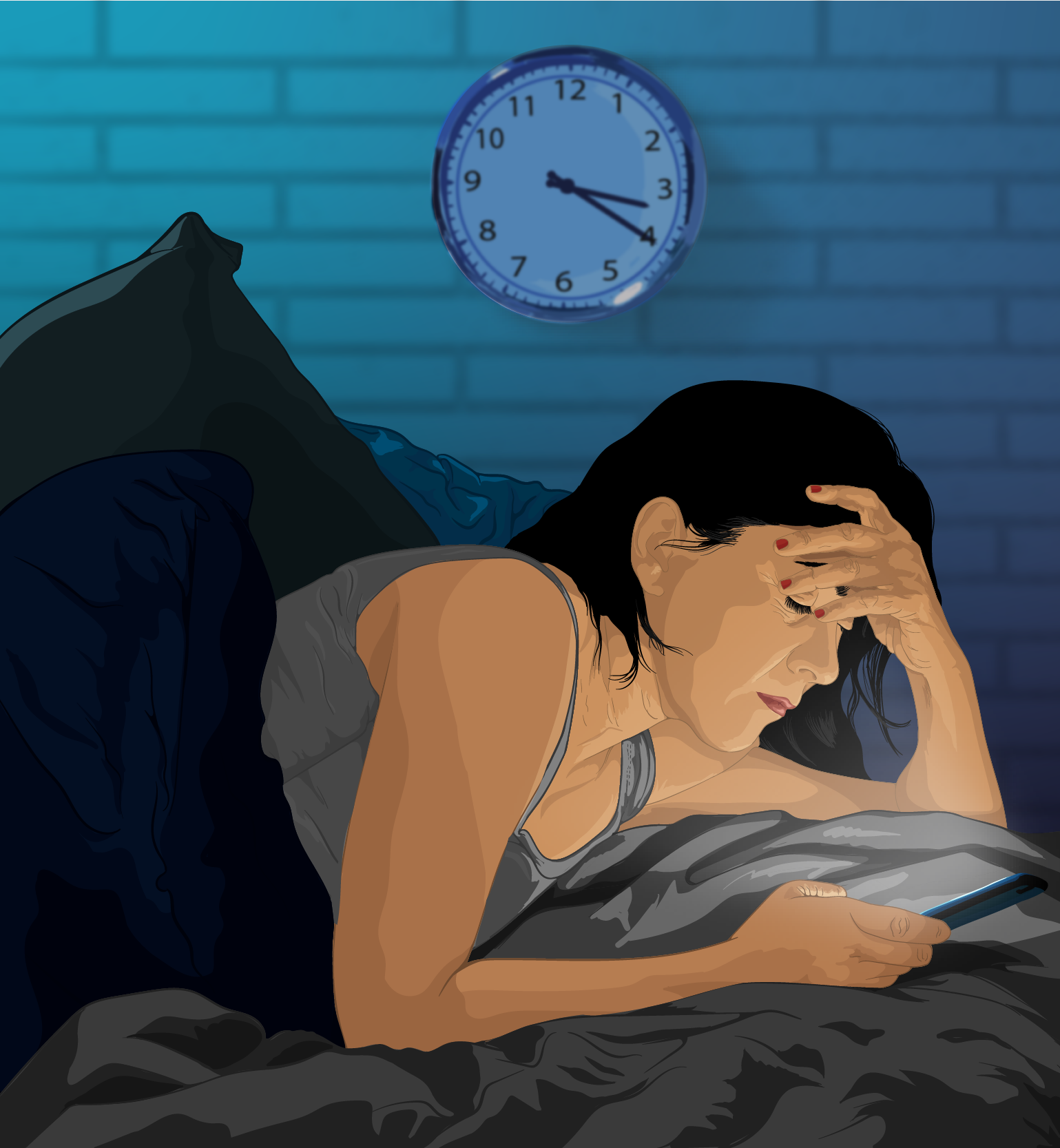
深夜にスマートフォンを使用する女性

就寝時間の先延ばし（しゅうしんじかん の さきのばし）は、結果的に悪い状況になることが予見できるにもかかわらず、不必要に就寝を遅らせてしまう心理現象である。就寝を先延ばしにする原因は、時間がわからなくなることや、日中に自由な時間を得られなかった人が夜の間に自由な時間を取り返そうとして夜更かしするなど、さまざまである。この後者の現象は特に、リベンジ夜更かし（リベンジよふかし）または報復性夜更かし（ほうふくせいよふかし）と呼ばれている。この言葉は、2014年に中国のソーシャルメディアプラットフォーム、微博で生まれた。就寝時間の先延ばしは、睡眠時間の短縮、睡眠の質の低下、日中の高い疲労に関連している。
睡眠不足に陥るのは、当人が眠れないからではなく、眠りにつくのに最適な状況に自分を置いていないからであることがほとんどである。この傾向は、就寝を先延ばしにする主な要因のひとつが、人間の行動にあることを示唆している。

## 起源
「就寝時間の先延ばし」という言葉は、2014年にオランダで行われた研究に基づいて広まった。
「リベンジ」という言葉が最初に使われるようになったのは、2010年代後半の中国であると考えられており、BBCのインタビューでは996工作制との関連も語られている。
「リベンジ」という言葉が使われるのは、多くの人が確保したいと考える自分のための時間としての昼間が奪われ、これを取り戻す方法として夜更かしをしているためである。
作家のダフネ・K・リーは、X（旧ツイッター）の投稿で「リベンジ夜更かし」（中: 報復性熬夜）という言葉を流行らせ、「昼間の生活をあまりコントロールできない人が、深夜の時間帯に自由を取り戻すため、早く眠ることを拒否する現象」と表現した。
現在、就寝時間の先延ばしの定義は、「予定より遅く寝る」「睡眠を遅らせる」といった複数の方法で示されている。

## 原因
睡眠を先延ばしにする原因はさまざまである。意識的に睡眠を避けているのではなく、睡眠よりも楽しいと感じる活動（テレビを見る、ゲームを楽しむ、SNSで交流をするなど）を続けている場合もある。21世紀には多くの気晴らしがあり、睡眠を遅らせるための気晴らしを得ることは、数十年前よりはるかに容易になっている。
スマートフォン依存症は、就寝時間の先延ばしの直接的な原因になりうる。スマートフォン依存症の人は、寝る前にスマートフォンの使用を止めることが難しく、スマートフォンに気を取られ続けるため、就寝時刻を遅らせる傾向が強い。こうした人は、スマートフォンの使用による一時的な満足感を楽しみ、自分自身を楽しませる時間をもっと欲している。さらに、就寝時間の先延ばしは、スマートフォン依存症とうつ病や不安障害の間に介在的な役割を果たしている。スマートフォン依存症は就寝時間の先延ばしをもたらし、睡眠時間の短縮や睡眠の質の低下は、うつ病や不安症の原因となる多くのネガティブな感情を引き起こす可能性がある。
統計によると、睡眠パターンの乱れはますます一般的になっている。2013年には、米国の成人の推定40％が推奨される睡眠時間よりも短かった。ベルギーで行われた研究によると、成人の30％が睡眠困難を報告し、13％が睡眠薬を服用していると報告した。2019年（令和元年）国民健康・栄養調査報告によると、労働世代にあたる20から59歳の各世代において、睡眠時間が6時間未満であると回答した人は約35 - 50％を占めており、睡眠時間が5時間未満の人に限定しても約5 - 12%であった。COVID-19により、40％以上の人が睡眠障害を経験している。
オランダ人を対象とした2014年の研究では、自己調節能力の低さが就寝時間の先延ばしを引き起こす可能性があると結論づけている。2021年の研究では、退屈も就寝時間の先延ばしにつながることが判明している。退屈は注意力を低下させ、就寝時間の先延ばしを増加させる。
2014年に145人を対象に行われた別の研究では、就寝時間を先延ばしにすると自己申告した人の43％が、就寝時間やルーティーンを決めていないことがわかった。この研究は、就寝時間を先延ばしにするときに明確な意識が働く必要はないため、自己調節がうまくいかない結果として就寝時間を先延ばしにする大きな要因であることを示唆し、強調している。
19人を対象とした2018年の研究では、就寝前の先延ばしをその原因によって、意図的先延ばし（Deliberate procrastination）、無意識的先延ばし（Mindless procrastination）、戦略的先延ばし（Strategic delay）の3つに大別した。意図的先延ばしは、人が意識的にもっと自分のために時間を使うべきだと考え、意図的に夜更かしをすることから生じる。無意識的先延ばしは、日常における活動に没頭するあまり時間を忘れてしまい、その結果、意図せずに夜更かししてしまう。戦略的先延ばしは、眠りにつきやすくするためにわざと夜更かしをする。戦略的遅延は、診断されていない不眠症とも関連していることがわかっている。
2022年の研究では、米国の従業員210人と中国の従業員205人を評価した。その結果、余暇時間の活動に関連したスマートフォンの使用が就寝時間の先延ばしを誘発する可能性があることが示された。スマートフォンの使用が就寝時間の先延ばしに及ぼす悪影響は、中国のような集団主義的な国よりも、米国のような個人主義的な国でより顕著であった。研究によると、2つの文化における価値観の違いにより、米国の従業員は中国の従業員よりも時間外の活動に関して抵抗感が強く、その結果、自制心の消耗が激しくなり、就寝時間の先延ばしの可能性が高くなる。
研究者はまた、就寝時間の先延ばしの主な原因は、自己制御の低下とストレスの増加であることを発見している。

## 心理的な影響
2019年に発表された論文では、18 - 31歳の被検者を、アンケートをもとにして就寝を先延ばしにする傾向が高い人の群と低い人の群に分け、就寝前の行動を調べた。就寝を先延ばしにする人は、就寝前の3時間に余暇活動や社会的活動をより多く行っていたが、就寝を先延ばしにする傾向が高い群と低い群は、テレビを見たりパソコンを使ったりする時間は同程度であった。就寝前の3時間で、就寝を先延ばしにする人は79.5分間携帯電話を使用していたが、就寝を先延ばしにしない人は17.6分間携帯電話を使用していた。夜更かしをした人は、早く寝た人に比べ、抑うつや不安の症状が多く、睡眠の質が低く、不眠症のリスクが高いことが報告された。
2022年に317人を対象に行われた調査から、人々の主観的な時間認識が就寝時間の先延ばしと関連していることが明らかになった。研究では、睡眠を先延ばしにする人は、一日の苦労に対するご褒美として、夜の時間を使って好きな活動を楽しむことが多く、目先の報酬や目先の利益に集中する傾向がある。短期的な楽しみばかりを追い求めると、時間に対する否定的な態度が生まれ、将来の時間に対する見方が甘くなる。就寝時間を先延ばしにすることで、人は時間が早く過ぎていくように感じ、不安やストレスにつながる。
上手く眠れない人にとっては、就寝時間は忌まわしい時間となる。睡眠がある種のタスクとなり、負担となることで、十分な睡眠がとれるかどうか心配になり、神経質になり、心理的ストレスが増大する。その結果、疲労、気分の落ち込み、集中力の低下など、さまざまな健康上の悪影響が生じる可能性がある。
女性・学生・夜型のクロノタイプを持つ人は、就寝時間の先延ばしを経験する可能性が最も高い。2013年に発表された論文によると、フランスの11歳から15歳の学生のうち、午後10時以降に就寝している学生の割合は、男子が55％であったのに対し、女子は70％であったことが示されている。また、日中のストレスレベルが高い人は就寝時間の先延ばしをしやすい。
就寝時間の先延ばしは、寝床に入ること自体を遅らせたり（sleep procrastination）、ベッドに入ってから入眠する時間を遅らせたり（while in bed procrastination）など、他にもさまざまな形で現れる。
中国人学生の3分の1が睡眠を先延ばしにしている。

## 兆候と症状
研究者によれば、就寝時間の先延ばしと単なる夜更かしを区別する要因として、以下に示す3つの重要な要因が挙げられる。
- 就寝時間の先延ばしを経験している人は、毎晩睡眠時間全体が短くなっていること。
- 夜更かしをする理由（場所や病気など）がないこと。
- 睡眠時間の減少が自分に悪影響を与えていることを自覚しているが、日常生活を変えようとしないこと。

携帯電話依存度が高い人ほど、就寝時間の先延ばしの兆候があると報告されている。この行動は、自己制御の失敗と関連している。
メディア環境は、就寝前の時間に楽しい娯楽をたくさん提供することで、睡眠を先延ばしにする雰囲気を作り出している。多くの人々は入眠を遅らせるために、満足感を得るためにメディアを利用する。自制心の低い人は長期的な目標よりも短期的な利益を優先する傾向があるが、自制心の高い人は短期的な満足の誘惑に抵抗できる。

## 結果
就寝時間の先延ばしを経験した人は、睡眠の遅れに関連した影響に直面する可能性が高い。あるメタ分析によると、就寝時間の先延ばしは、睡眠の質の低下、睡眠時間の短縮、終日の疲労の増加と関連していた。
就寝時間を先延ばしにする人は、意志を失いやすく、自分をコントロールできなくなり、いつもそわそわしている傾向にある。また、関心が低く、不満が高く、注意散漫な状態を引き起こしやすい。また、睡眠障害に苦しみ、入眠のために薬が必要になる場合もある。
就寝時間の先延ばしは睡眠不足の原因となり、思考力の低下、注意力の低下、記憶力の低下、決断力の低下、ストレス、不安、イライラなどを引き起こす。睡眠の質も低下し、自己調節能力が低下する。さらに、精神病を増長させ、うつ病を発症させる可能性がある。睡眠不足を早く治さないと、長期的な結果として、心臓病、糖尿病、肥満、免疫力の低下、痛み、ホルモンの問題、精神的な問題などが起こる可能性がある。
就寝時間を先延ばしにすると、睡眠不足を解消するために一日中昼寝をすることになる。

## 予防
人間の体が適切に機能するためには、適切な睡眠時間を確保することが不可欠であるため、就寝時間の先延ばしを防ぐことは非常に重要である。睡眠不足の治療戦略として、メディアを利用する量を減少することがよく挙げられる。ただしこの戦略は、メディアの膨大な普及によって、24時間365日アクセス可能になっているという点を踏まえると、現代および将来のメディア利用者にとって実現可能性が低いかもしれない。
電子メディアの使用と就寝時間の先延ばしに関する自制心の観点を用いることで、この問題にアプローチする新しい方法を提供できるかもしれない。メディア使用の終点（多くの場合、寝る準備をすることを意味する）は、自制心のレベルに左右されるため、自制心を向上させることを目的とした戦略は、今後の探求のための貴重な手段となりうる。例えば、睡眠に入る時間の目標を決め、実践できるかを継続的に観察・記録するといった工夫や、家庭で電子機器を使用するに際してのルールづくりが有効な場合がある。
就寝時間の先延ばしに対して、他にも以下のような予防策が考えられている。
- 寝る1時間前までに電子機器の電源を切る。暗い環境では、人間は睡眠ホルモンであるメラトニンを分泌する。そのため、寝る前に受ける光を制限する必要がある[18]。
- 熱いシャワーやお風呂に入ってストレスを軽減する[18]。
- 一日を通して目立った考え、感情、経験を書き留める[18]。
- 規則正しい起床時刻と就寝時刻を維持する[4]。
- 就寝前の習慣をつける。
- メラトニンの生成を助けるアミノ酸であるトリプトファンの供給源であるナッツ類、種子類、豆類を間食として食べる[18]。
- 午後や夕方以降のアルコールやカフェインを避ける[4]。
- メラトニンのサプリメントを飲む。
- 夜更かしして睡眠時間が削られるのを避けるため、一日の早い時間帯に行動できるよう時間を管理する[8]。
- 睡眠を誘発するビタミンDとマグネシウムのサプリメントを摂取する[18]。
- 仕事における境界線を設定する。
- インターネットの使用を減らす[41]。
- 時間管理と優先順位設定のスキルを身につける[20]。
- MCII（Mental Contrasting with Implementation Intentions）と呼ばれる方法を使う[42]。

一方で、就寝時刻の先延ばしをやめることで、余暇時間の減少につながり、ストレスの増加や抑うつをもたらす可能性があるため、注意が必要である。